# Bandera de Río Grande del Sur
La bandera de Río Grande del Sur está compuesta por tres franjas: verde, rojo y amarillo, constituyendo el verde y el amarillo triángulos rectángulos y el rojo un cuadrilátero ascendente entre los dos triángulos. En el centro de la bandera, se encuentra el escudo del Estado.
Existen diversas interpretaciones atribuidas a los colores de la bandera de Río Grande do Sul, destacándose las registradas por:
Mansueto Bernardi: "... el todo de la bandera se identifica con el verde de nuestros paisajes, el oro del suelo donde pisamos, y con el rojo del pudor que nos torna honrados y siempre preparados para la defensa de nuestra tierra."
Augusto Porto Alegre: "... el verde esmeralda representando la eterna primavera brasileña verde esmeralda representando y el amarillo, invocando el brillo del reflejo vivaz, la riqueza abundante del suelo patrio, la abundante riqueza del suelo patrio, y uniendo estos dos lindos tonos, grata a los ojos de los corazones patrióticos, la franja roja del entusiasmo, dándole, una acentuada significación poética..."
La bandera de Río Grande del Sur tiene sus orígenes en los deseos de los "rebeldes" gaúchos en la Guerra de los Farrapos, en 1835, pero sin el escudo hasta ese momento. Su autor es un tema controvertido, ya que algunos se la dan a Bernardo Pires, y otros a José Mariano de Mattos.  Más allá de las explicaciones poéticas, esta bandera tricolor (republicana) indica la reunión de las banderas española (roja y amarilla) con la portuguesa (roja y verde) en una disposición semejante (la franja roja central en diagonal) en disposición congruente y complementaria a la Bandera de Artigas. Sin embargo, hay que subrayar  que, en aquello entonces, los colores nacionales de Portugal no eran el rojo y verde, si no que  el alviceleste, símbolo de la monarquía. El cambio hasta el rubroverde fue más de medio siglo después. Este hecho pone en duda la veracidad de la versión.
La bandera fue oficializada como Bandera del Estado el día 5 de enero de 1966, con el escudo de armas incluido en su parte central.

## Otras banderas

Versión de la bandera de Río Grande del Sur sin el escudo, utilizada por la República Riograndense.
Bandera de la provincia de Río Grande del Sur.
Bandera del gobernador del estado.

- Datos: Q616325